# Fotoelektronová spektroskopie

Schéma principu fotoelektronové spektroskopie

Fotoelektronová spektroskopie (PES – photoelectron spectroscopy nebo také photoemission spectroscopy) je povrchově citlivá metoda, jíž se využívá k určování chemického složení a stavu povrchů pevných látek. Základem této metody je měření energetického rozdělení elektronů emitovaných povrchem měřené pevné látky v důsledku fotoelektrického jevu.

## Popis metody
Dopadající elektromagnetické záření o energii hν předává svoji energii elektronům ozářeným v nějaké vrchní slupce atomu na povrchu měřeného vzorku. Pokud je energie záření dostatečná, je ozářený elektron emitován (viz fotoefekt). Pro jeho kinetickou energii Ek pak platí vztah

hν = Eb + Ek + Φv, (1)
kde Eb je vazebná energie emitovaného elektronu vztažená k Fermiho mezi a Φv je výstupní práce měřeného vzorku. Aby mohl být tento vztah použit k výpočtu vazebné energie, je nutné znát výstupní práci vzorku. To lze naštěstí obejít díky tomu, že rychlost vystupujícího elektronu je ovlivněna kontaktním potenciálem, který je roven rozdílu výstupních prací spektrometru a vzorku Φs – Φv, a který je třeba přičíst k pravé straně rovnice (1). Pro vazebnou energii lze tedy psát

Eb = hν – Ek – Φs, (2)
kde Φs je výstupní práce spektrometru. 

Elektromagnetické záření proniká ve zkoumaném vzorku do hloubky několika μm. Povrchovost metody je dána transportem elektronů v látce. Elektrony mohou být na cestě k povrchu ovlivněny různými interakcemi a pro fotoelektronovou spektroskopii jsou využitelné pouze ty elektrony, které cestou k povrchu neztratily žádnou energii. Pravděpodobnost nepružné interakce (tedy ztráty energie) je dána střední neelastickou volnou dráhou elektronu v látce (IMFP – Inelastic Mean Free Path), jejíž velikost je v řádu nm. Fotoelektrony a Augerovy elektrony, které prodělaly další nepružnou interakci, ztrácí část své energie a přispívají tedy k pozadí. To se na grafu, na kterém je vynesena intenzita v závislosti na vazebné energii, projeví nárůstem pozadí za každým spektrálním maximem směrem k vyšší vazebné energii.

## Omezení metody
Aby emitované elektrony donesly informace až do detektoru, musí být jejich střední volná dráha ve vakuu dostatečně velká. To je nutné zajistit dostatečně nízkým tlakem uvnitř aparatury (musí být menší než 10−3 Pa). Aparatura se ale kvůli delšímu zachování čistoty vzorků většinou čerpá na mnohem vyšší vakuum. Samotná naměřená maxima jsou rozšiřována relacemi neurčitosti času a energie a také Dopplerovým jevem. Maxima pak mají tvar konvoluce Lorentzovy a Gaussovy funkce.

## Augerovy elektrony
Ve fotoelektronovém spektru se kromě maxim odpovídajícím vazebným energiím elektronů měřeného vzorku objevují i linie odpovídající Augerovým elektronům (viz Augerův jev). Ty vznikají, když je díra po vyraženém elektronu zaplněna elektronem z vyšší slupky, jehož přebytečná energie je předána jinému elektronu z vyšší slupky, který je pak emitován z atomu. Tyto Augerovy elektrony lze ve spektru snadno rozeznat, protože jejich energie nezávisí na energii budícího záření, ale pouze na třech zúčastněných hladinách.

## Druhy metody (podle použitého záření)

### Rentgenová fotoelektronová spektroskopie (XPS -X-ray photoelectron spectroscopy)
Při této metodě, jak už název naznačuje, se k emisi elektronů používá rentgenového záření. Jeho nejčastějším zdrojem jsou rentgenky, které vydávají charakteristické záření, jehož vlnová délka závisí na materiálu anody. Například rentgenka s hliníkovou anodou vydává záření o energii hν = 1486,6 eV (= o vlnové délce 0,83 nm) zatímco rentgenka s hořčíkovou anodou pak vydává záření o energii hν = 1253,6 eV (= o vlnové délce 0,99 nm). Tyto energie jsou dostatečně velké na zkoumání vnitřních hladin elektronového obalu.

#### Nevýhoda rentgenek
Pokud jako zdroj rentgenového záření použijeme rentgenku, ve spektrech můžeme pozorovat i tzv. satelity, které vznikají v důsledku toho, že rentgenky kromě hlavní linie charakteristického záření vyzařují také vedlejší linie na vyšší energii, ale s menší intenzitou. Na anodě rentgenové lampy také vzniká brzdné záření, které se projevuje zvětšením pozadí.

### Fotoelektronová spektroskopie buzená synchrotronovým zářením (SRPES -synchrotron radiation photoelectron spectroscopy)
Tato metoda používá k buzení elektronů synchrotronové záření. Velkou výhodou této metody je, že záření vydávané synchrotronem je intenzivní a jeho energii (vlnovou délku) lze nastavit podle potřeby. Tato metoda poskytuje fotoelektronovou spektroskopii s vysokým rozlišením.

### Ultrafialová fotoelektronová spektroskopie
Ultrafialová fotoelektronová spektroskopie k emisi elektronů používá ultrafialové záření. Jeho zdrojem může být například heliová výbojka. vydávající záření o energii 40,8 eV (o vlnové délce = 30,4 nm) a 21,2 eV (58,4 nm). Toto záření má malou energii a proto je tato metoda vhodná pro zkoumání valenčního pásu.

## Spektrometry
Nejběžnějším typem analyzátoru, který slouží k energetickému rozdělení elektronů, je hemisférický analyzátor. V jeho první části jsou elektrony zpomalovány o definovanou energii a fokusovány elektronovou optikou. Následně elektrony putují do prostoru mezi dvě soustředné polokoule, na které je přiloženo napětí. Elektrické pole mezi polokoulemi propustí k výstupní štěrbině pouze elektrony o určité kinetické energii.